# Pareumastacops witotae
Pareumastacops witotae är en insektsart som beskrevs av Marius Descamps 1979. Pareumastacops witotae ingår i släktet Pareumastacops och familjen Eumastacidae. Inga underarter finns listade i Catalogue of Life.